# Oedothorax agrestis
Oedothorax agrestis là một loài nhện trong họ Linyphiidae. Chúng được John Blackwall miêu tả năm 1853.

## Phân loài
- Oedothorax agrestis longipes Eugène Simon, 1884